# Fikret Hakan
Fikret Hakan (23 de abril de 1934 – 11 de julio de 2017), de nacimiento Bumin Gaffar Çitanak, fue un prolífico actor de cine turco y ganador del reconocimiento honorario Artista del Estado, un prestigioso título otorgado por el gobierno turco.

## Biografía
Hakan nació en 1934, hijo de Gaffar y Fatma Belkıs. Su madre era jefa de enfermeras, mientras que su padre fue un profesor de literatura. Se trasladó junto con sus padres cuando era adolescente de Balikesir a Estambul, y se inscribió en la escuela secundaria de Galatasaray.

## Carrera
Hakan comenzó su carrera artística en la década de 1950 como un actor del teatro Ses y colaborador de revistas literarias.
Debutó como actor en el cortometraje de comedia Evli mi bekar mi dirigido por Muhsin Ertugrul en 1951, y su debut en el cine se dio en 1953 Köprüalti Çocuklari (Niños Bajo el Puente), realizó más de 170 apariciones en cine, a pesar de que su carrera estuvo en su punto más productivos a lo largo de las décadas de 1950, 1960 y a través de 1976.
Actuó en películas como la Venganza de las Serpientes (Yılanların öcü) en 1962. Participó como el Coronel Ahmed Elçi junto a Tony Curtis y Charles Bronson en la película de la década de 1970-mpvie No Se Puede Ganar 'Em All dirigida por Peter Collinson.

## Matrimonios
Contrajo matrimonio en cuatro ocasiones. Sus cónyuges fueron Lale Sarı, Semiramis Pekkan, Neşecan Paşmak y Hümeyra. Tuvo una hija extramatrimonial, Elif Hakan. Finalmente, tuvo una compañera de vida, Tijen Kılıç.

## Muerte
Murió el 11 de julio de 2017 en un hospital de Estambul después de ser diagnosticado con cáncer de pulmón. Fue enterrado en la Zincirlikuyu Cementerio después de una ceremonia conmemorativa celebrada en la Universidad de Estambul's de la Facultad de Ciencias, y la religiosa funeral en Afet Yolal Mezquita en Levent.

## Filmografía
- Hoşgör, Boşver, Aldırma (Memo Festivalde), 1953
- Köprüaltı Çocukları, 1953
- Cingöz Recai, 1954
- Yollarımız Ayrılıyor, 1954
- Karacaoğlan, 1955
- Gülmeyen Yüzler, 1955
- Beyaz Mendil, 1955
- Battal Gazi Geliyor ....Cafer, 1955
- Ölüm Deresi, 1956
- Papatya, 1956
- Kör Kuyu, 1957
- Lejyon Dönüşü, 1957
- Ak Altın, 1957
- Gelinin Muradı ....Doktor, 1957
- Kahpe Kurşun,1 957
- Kamelyalı Kadın, 1957
- Üç Arkadaş ....Doktor, 1958
- Son Saadet, 1958
- Allah Korkusu, 1958
- Bir İnsanlık Meselesi (Allah Korusun), 1958
- Dertli Irmak, 1958
- Dokuz Dağın Efesi, 1958
- Zümrüt ....Selim, 1959
- Camp Der Verdammten, 1961
- Hatırla Sevgilim, 1961
- Şeytanın Kılıcı, 1961
- Silahlar Konuşuyor, 1961
- İstanbul'da Aşk Başkadır, 1961
- Aşk Yarışı, 1962
- Kısmetin En Güzeli, 1962
- Sokak Kızı, 1962
- Yılanların Öcü ....Kara Bayram, 1962
- Aşk Orada Başladı, 1962
- Battı Balık, 1962
- Ölüme Yalnız Gidilir, 1962
- Badem Şekeri, 1963
- Bana Annemi Anlat, 1963
- Cehennemde Buluşalım (Camp Der Verdammten), 1963
- Katır Tırnağı, 1963
- Öldür Beni, 1963
- Zehir Hafiye, 1963
- Aşka Vakit Yok, 1963
- Karanlıkta Uyananlar, 1964
- Affetmeyen Kadın, 1964
- Bücür, 1964
- Keşanlı Ali Destanı ....Keşanlı Ali, 1964
- Atçalı Kel Mehmet, 1964
- Avanta Kemal, 1964
- Cumartesi Senin Pazar Benim, 1965
- Başlık, 1965
- Korkusuzlar, 1965
- Köroğlu-Dağlar Kralı, 1965
- Siyah Gözler, 1965
- Uzakta Kal Sevgilim, 1965
- Bitmeyen Yol, 1965
- Buzlar Çözülmeden, 1965
- Dünkü Çocuk, 965
- Murat'ın Türküsü, 1965
- Onyedinci Yolcu, 1965
- Toprağın Kanı, 1966
- Babam Katil Değildi, 1966
- Dövüşmek Şart Oldu, 1966
- Erkek ve Dişi, 1966
- Her Şafakta Ölürüm, 1966
- Hızır Efe, 1966
- Korkusuz Adam, 1966
- Nuh'un Gemisi, 1966
- Ölüm Tarlası, 1966
- Silahları Ellerinde Öldüler, 1967
- Bozkurtlar Geliyor, 1967
- Devlerin İntikamı, 1967
- Eceline Susayanlar, 1967
- Kasan Davı, 1967
- Çıldırtan Arzu, 1967
- Şeyh Ahmed, 1968
- Şeytan Kafesi, 1968
- Kafkas Kartalı, 1968
- Kara Battal'ın Acısı, 1968
- Mısır'dan Gelen Gelin, 1969
- Target: Harry, 1969
- Devlerin Aşkı, 1969
- Günahını Kanlarıyla Ödediler, 1969
- You Can't Win 'Em All ....Colonel Elçi, 1970
- Battal Gazi Destanı ....Hammer, 1971
- Şehzade Sinbad Kaf Dağında, 1971
- Vurguncular ....Kont, 1971
- Trittico, 1971
- Gülüm, Balım, Çiçeğim, 1971
- Hasret, 1971
- Öldüren Şehir, 1971
- Ölümsüzler, 1971
- New Yorklu Kız, 1971
- Fedailer Mangası, 1971
- Cemo ....Memo, 1972
- Elif ile Seydo, 1972
- Büyük Soygun, 1973
- Pir Sultan Abdal ....Pir Sultan Abdal, 1973
- Dayı, 1974
- Kısmet, 1974
- Köprü, 1975
- En Büyük Patron, 1975
- Pembe İncili Kaftan (TV) ....Muhsin Çelebi, 1975
- Delicesine, 1976
- Gülşah Küçük Anne ....Fikret, 1976
- İki Arkadaş, 1976
- Sürgün, 1976
- Kaplan Pençesi, 1976
- Hora Geliyor Hora, 1976
- Kurban Olayım, 1976
- Yuvanın Bekçileri, 1977
- Yangın, 1977
- Demiryol ....Hasan, 1979
- Bir Günün Hikayesi ....Mustafa, 1980
- Beni Böyle Sev, 1980
- Takip, 1981
- Bir Damla Ateş, 1981
- Kimbilir (Kibariye), 1981
- Öğretmen Kemal, 1981
- Unutulmayanlar ....Figo, 1981
- Toprağın Teri ....Hasan, 1981
- Arkadaşım, 1982
- Düşkünüm Sana, 1982
- Haram, 1983
- Küçük Ağa (TV), 1983
- Fidan, 1984
- Acı Ekmek, 1984
- Alkol, 1985
- Savunma, 1986
- Aşkın Kanunu Yoktur, 1986
- Gün Doğmadan, 1986
- Duvardaki Kan (TV), 1986
- Severek Öldüler, 1987
- O Bir Melekti, 1987
- Yazgı, 1987
- Acıların Günlüğü ....Fikret Usta, 1988
- Hüküm, 1988
- Kara Sevda, 1989
- Dehşet Gecesi, 1989
- Sessiz Fırtına, 1989
- Gülbeyaz, 1989
- İstiyorum, 1989
- Eskici Ve Oğulları, 1990
- Hanımın Çiftliği (TV),1990
- Sevgi Demeti (Müdür Baba) (TV), 1992
- Yalancı (TV), 1993
- Gerilla ....Cevat Fehmi, 1994
- İnsanlar Yaşadıkça (TV), 1994
- Sen de Gitme ....Antoine, 1995
- Ekmek, 1996
- Anılardaki Sevgili (TV), 1996
- Yaşama Hakkı, 1998
- Herşey Oğlum İçin (TV), 1998
- Baba (TV), 1999
- Aşkın Dağlarda Gezer (TV), 1999
- Zümrüt Gözlerim Aklına Gelirse 2000
- Aslan Oğlum, 2000
- Yeni Hayat (TV), 2001
- Benimle Evlenir Misin ....Eşref Bey (TV), 2001
- Zor Hedef (TV), 2002
- Para=Dolar, 2000
- Şıh Senem, (2003)
- Kurşun yarası (TV), 2003
- Kaybolan Yıllar (2004) Süleyman Çesen
- Eğreti Gelin, 2005
- Two Hearts as One, 2014